# Kim Nam-Il
Kim Nam-Il, född 14 mars 1977 i Incheon, Sydkorea, är en sydkoreansk före detta fotbollsspelare som senast spelade för japanska Kyoto Sanga.